# LeeLee Morrison
Leslie Kay „LeeLee” Morrison-Henry (ur. 2 października 1960 w Norwood) – kanadyjska narciarka, specjalistka narciarstwa dowolnego. Najlepszy wynik na mistrzostwach świata osiągnęła podczas mistrzostw w Lake Placid, gdzie zajęła 4. miejsce w jeździe po muldach. Zajęła 5. miejsce w zawodach pokazowych jazdy po muldach na igrzyskach olimpijskich w Calgary. Zajęła także 17. miejsce w tej samej konkurencji na igrzyskach olimpijskich w Albertville. Najlepsze wyniki w Pucharze Świata osiągnęła w sezonie 1987/1988, kiedy to zajęła 10. miejsce w klasyfikacji generalnej, a w klasyfikacji jazdy po muldach była trzecia. W sezonie 1990/1991 również była trzecia w jeździe po muldach.
W 1992 r. zakończyła karierę.

## Osiągnięcia

### Igrzyska olimpijskie
| Miejsce | Dzień     | Rok  | Miejscowość | Konkurencja      | Zwycięzca            |
| ------- | --------- | ---- | ----------- | ---------------- | -------------------- |
| 17.     | 13 lutego | 1992 | Albertville | Jazda po muldach | Stine Lise Hattestad |

### Mistrzostwa świata
| Miejsce | Dzień     | Rok  | Miejscowość | Konkurencja      | Zwycięzca        |
| ------- | --------- | ---- | ----------- | ---------------- | ---------------- |
| 8.      | 3 marca   | 1989 | Oberjoch    | Jazda po muldach | Raphaëlle Monod  |
| 4.      | 12 lutego | 1991 | Lake Placid | Jazda po muldach | Donna Weinbrecht |

### Puchar Świata

#### Miejsca w klasyfikacji generalnej
- sezon 1984/1985: 22.
- sezon 1985/1986: 17.
- sezon 1986/1987: 13.
- sezon 1987/1988: 10.
- sezon 1988/1989: 12.
- sezon 1989/1990: 19.
- sezon 1990/1991: 11.
- sezon 1991/1992: 28.

#### Miejsca na podium
1. Pila – 7 marca 1985 (Jazda po muldach) – 2. miejsce
2. La Clusaz – 16 marca 1985 (Jazda po muldach) – 3. miejsce
3. Tignes – 12 grudnia 1985 (Jazda po muldach) – 1. miejsce
4. Voss – 7 marca 1986 (Jazda po muldach) – 2. miejsce
5. Lake Placid – 16 stycznia 1987 (Jazda po muldach) – 1. miejsce
6. Breckenridge – 23 stycznia 1987 (Jazda po muldach) – 1. miejsce
7. La Plagne – 20 grudnia 1987 (Jazda po muldach) – 3. miejsce
8. Mont Gabriel – 9 stycznia 1988 (Jazda po muldach) – 1. miejsce
9. Breckenridge – 23 stycznia 1988 (Jazda po muldach) – 2. miejsce
10. Inawashiro – 30 stycznia 1988 (Jazda po muldach) – 1. miejsce
11. Calgary – 22 stycznia 1989 (Jazda po muldach) – 1. miejsce
12. Breckenridge – 28 stycznia 1989 (Jazda po muldach) – 1. miejsce
13. Voss – 11 marca 1989 (Jazda po muldach) – 2. miejsce
14. La Plagne – 15 grudnia 1989 (Jazda po muldach) – 2. miejsce
15. Mont Gabriel – 6 stycznia 1990 (Jazda po muldach) – 2. miejsce
16. Iizuna – 17 lutego 1990 (Jazda po muldach) – 2. miejsce
17. Skole – 25 lutego 1991 (Jazda po muldach) – 2. miejsce
18. Voss – 9 marca 1991 (Jazda po muldach) – 1. miejsce
19. Pyhätunturi – 16 marca 1991 (Jazda po muldach) – 2. miejsce
20. Hundfjället – 23 marca 1991 (Jazda po muldach) – 3. miejsce
21. Morzine – 21 grudnia 1991 (Jazda po muldach) – 3. miejsce

- W sumie 8 zwycięstw, 9 drugich i 4 trzecie miejsca.